# NGC 5286
NGC 5286 је збијено звездано јато у сазвежђу Кентаур које се налази на NGC листи објеката дубоког неба.
Деклинација објекта је - 51° 22' 22" а ректасцензија 13h 46m 26,5s. Привидна величина (магнитуда) објекта NGC 5286 износи 7,4. NGC 5286 је још познат и под ознакама GCL 26, ESO 220-SC38.